# Cepões, Meijinhos e Melcões
Cepões, Meijinhos e Melcões est une paroisse civile portugaise (en portugais : freguesia) de la municipalité de Lamego dans le district de Viseu. Elle est créée en 2013, par fusion des paroisses de Cepões, Meijinhos et Melcões.

## Géographie
Cepões, Meijinhos e Melcões se trouve au sud de la paroisse de Lamego (Almacave e Sé), centre urbain de la municipalité. Elle est desservie par l'autoroute A24.

## Histoire
La paroisse est créée par la loi no 11-A/2013 du 28 janvier 2013 portant réorganisation administrative du territoire des freguesias, en fusionnant les paroisses de Cepões, Meijinhos et Melcões. Son nom officiel est União das Freguesias de Cepões, Meijinhos e Melcões et son siège est fixé à Cepões.

## Démographie
Lors du recensement de 2021, Cepões, Meijinhos e Melcões compte 970 habitants.